# Genevieve Delali Tsegah
Genevieve Delali Tsegah (née le 8 août 1951) est une diplomate ghanéenne,.

## Éducation
En 1976, Genevieve Delali Tsegah obtient un diplôme en langues modernes à l'université du Ghana, suivi d'un diplôme en relations internationales à l'université de Nairobi en 1982. 

## Carrière
Elle rejoint le service diplomatique en 1977, en tant que fonctionnaire au Département de la culture du ministère des Affaires étrangères, poste qu'elle a occupé jusqu'en 1981. De 1982 à 1983, elle est fonctionnaire au Département du Moyen-Orient et de l'Asie du même ministère, jusqu'en 1985. En 1988, elle travaille pendant un an au Département des Amériques. En 1993, elle devient directrice adjointe du Département de l'économie, du commerce et de l'investissement, jusqu'en 1996, date à laquelle elle déménage à Cotonou, au Bénin, où elle travaille comme conseillère et également chef d'entreprise de 1997 à 1998. De 2000 à 2002, elle est chef du Département de l'économie, du commerce et de l'investissement, avant d'occuper pendant quatre ans le poste d'ambassadrice à Ouagadougou, au Burkina Faso (2002-2006). Elle redevient ensuite directrice du Département de l'économie, du commerce et de l'investissement du ministère des Affaires étrangères durant deux ans. 
De 2008 à 2009, elle est la représentante permanente du Ghana au siège des Nations unies à New York. Du 15 janvier 2010 au 14 octobre 2014, elle est ambassadrice du Ghana à Paris et accréditée par l'UNESCO et le Saint-Siège,.